# Saison 1945-1946 du Stade rennais UC
Maillots
Chronologie
Saison précédente Saison suivante
La saison 1945-1946 du Stade rennais Université Club débute le 26 août 1945 avec la première journée du Championnat de France de Division 1, pour se terminer le 2 juin 1946 avec la dernière journée de cette compétition.
Le Stade rennais UC est également engagé en Coupe de France.

## Résumé de la saison
Après six années de troubles liés à la Seconde Guerre mondiale, le championnat de France de football reprend ses droits. Le Stade rennais UC, qui a acquis la montée à l'issue de la saison 1938-1939 repart logiquement en Division 1. François Pleyer, après avoir laissé de côté le football pour servir dans l'armée, revient au club, et prend le poste d'entraîneur-joueur.
Dans cette élite réduite à 18 clubs, le Stade rennais obtient de bons résultats, mené par des joueurs tels que Henri Guérin, arrivé de la TA Rennes pendant l'été, ou le futur international Jean Prouff. Ainsi, il ne descendra pas en dessous de la douzième place et s'offrira un joli cinquième rang final. En mars, les Rennais se payent même le luxe d'aller battre chez lui le Lille OSC - futur champion et vainqueur de la Coupe de France - en inscrivant cinq buts (victoire 5-2).
En Coupe de France, le bilan est en revanche nettement moins bon. Les "Rouge et Noir" sont sortis dès les seizièmes de finale par le modeste club de l'US Le Vésinet.

## Transferts en 1945-1946
| Nom               | Nationalité     | Provenance/Destination        |
| Arrivées          |                 |                               |
| Joseph Chipponi   | France          | Stade français                |
| Henri Combot      | France          | ES Kreisker Saint-Pol-de-Léon |
| Mohamed Firoud    | France          | Véloce vannetais              |
| Maurice Guénard   | France          | Cadets de Bretagne            |
| Henri Guérin      | France          | TA Rennes                     |
| Emmanuel Guimbart | France          | US Servannaise                |
| Robert Hauvespre  | France          | US Liffré                     |
| Albor Jordan      | Argentine       | RA Casablanca                 |
| Marcel Mansat     | France          | JS Puteaux                    |
| Joseph Navra      | Tchécoslovaquie | sans club                     |
| Jean Pignault     | France          | FC Rouen                      |
| François Pleyer   | France          | sans club                     |
| Joseph Rabstejnek | France          | US Granville                  |
| René Raphy        | France          | Stade français                |

## L'effectif de la saison
| Poste¹ | Nat.² | Nom               | Naissance         | Sélection³ | Championnat | Championnat | Coupe France | Coupe France | Total Saison | Total Saison |
| Poste¹ | Nat.² | Nom               | Naissance         | Sélection³ | M           | But inscrit | M            | But inscrit  | M            | But inscrit  |
| ------ | ----- | ----------------- | ----------------- | ---------- | ----------- | ----------- | ------------ | ------------ | ------------ | ------------ |
| A      | ESP   | Salvador Artigas  | 20 février 1914   | -          | 18          | 1           | 2            | 1            | 20           | 2            |
| D      | FRA   | André Bordier     | 15 novembre 1913  | B          | 31          | 2           | 2            | 0            | 33           | 2            |
| A      | FRA   | Joseph Chipponi   | 24 mars 1922      | -          | 16          | 7           | 0            | 0            | 16           | 7            |
| A      | FRA   | Henri Combot      | 17 octobre 1921   | -          | 17          | 7           | 1            | 0            | 18           | 7            |
| D      | FRA   | Mohamed Firoud    | 6 novembre 1921   | -          | 11          | 1           | 1            | 0            | 12           | 1            |
| G      | FRA   | Jean Gonzales     | 18 juillet 1915   | -          | 32          | 0           | 2            | 0            | 34           | 0            |
| M      | FRA   | Marcel Gouédard   | 15 janvier 1921   | B          | 27          | 1           | 2            | 0            | 29           | 1            |
| A      | FRA   | Maurice Guénard   | 5 mars 1926       | -          | 4           | 0           | 0            | 0            | 4            | 0            |
| D      | FRA   | Henri Guérin      | 27 août 1921      | -          | 31          | 9           | 2            | 0            | 33           | 9            |
| G      | FRA   | Emmanuel Guimbart | 16 mars 1921      | -          | 2           | 0           | 0            | 0            | 2            | 0            |
| A      | FRA   | Robert Hauvespre  | 25 décembre 1923  | -          | 23          | 0           | 1            | 0            | 24           | 0            |
| D      | FRA   | Robert Hennequin  | 21 mars 1920      | -          | 27          | 1           | 1            | 0            | 28           | 1            |
| A      | ARG   | Albor Jordan      | ?                 | -          | 4           | 2           | 2            | 2            | 6            | 4            |
| A      | FRA   | Marcel Mansat     | 7 décembre 1924   | B          | 18          | 3           | 0            | 0            | 18           | 3            |
| A      | TCH   | Joseph Navra      | ?                 | -          | 2           | 0           | 0            | 0            | 2            | 0            |
| D      | FRA   | Jean Pignault     | 22 mars 1923      | -          | 10          | 0           | 0            | 0            | 10           | 0            |
| D      | FRA   | François Pleyer   | 23 février 1911   | -          | 27          | 0           | 0            | 0            | 27           | 0            |
| A      | FRA   | Jean Prouff       | 12 septembre 1919 | A          | 29          | 6           | 2            | 1            | 31           | 7            |
| A      | FRA   | Joseph Rabstejnek | 15 mars 1921      | -          | 29          | 15          | 2            | 0            | 31           | 15           |
| M      | FRA   | René Raphy        | 27 décembre 1920  | -          | 15          | 1           | 2            | 0            | 17           | 1            |
| A      | FRA   | Alexandre Simon   | 28 décembre 1922  | -          | 1           | 0           | 0            | 0            | 1            | 0            |

- 1 : G, Gardien de but ; D, Défenseur ; M, Milieu de terrain ; A, Attaquant
- 2 : Nationalité sportive, certains joueurs possédant une double-nationalité
- 3 : sélection la plus élevée obtenue

## Équipe-type
Il s'agit de la formation la plus courante rencontrée en championnat.

## Les rencontres de la saison

### Liste
| Match | Date         | Compétition     | Tour        | Adversaire    | Lieu | Score | Class. | Buteurs pour le Stade rennais        |
| ----- | ------------ | --------------- | ----------- | ------------- | ---- | ----- | ------ | ------------------------------------ |
| 1     | 26 août      | Division 1      | 1           | Rouen         | D    | 2–0   | 6      | Hennequin Jordan                     |
| 2     | 2 septembre  | Division 1      | 2           | Strasbourg    | E    | 1–1   | 5      | Firoud                               |
| 3     | 9 septembre  | Division 1      | 3           | Sète          | D    | 3-3   | 5      | Mansat Rabstejnek                    |
| 4     | 16 septembre | Division 1      | 4           | Reims         | E    | 0–5   | 11     |                                      |
| 5     | 23 septembre | Division 1      | 5           | Red Star      | D    | 1–0   | 6      | Rabstejnek                           |
| 6     | 30 septembre | Division 1      | 6           | Cannes        | E    | 2-2   | 6      | Rabstejnek Chipponi                  |
| 7     | 7 octobre    | Division 1      | 7           | Lille         | D    | 1-4   | 12     | Prouff                               |
| 8     | 14 octobre   | Division 1      | 8           | Metz          | E    | 1–0   | 8      | Combot                               |
| 9     | 21 octobre   | Division 1      | 9           | Le Havre      | D    | 0–1   | 12     |                                      |
| 10    | 28 octobre   | Division 1      | 10          | Lens          | E    | 2–2   | 12     | Rabstejnek Chipponi                  |
| 11    | 4 novembre   | Division 1      | 11          | Bordeaux      | D    | 4–2   | 7      | Rabstejnek Chipponi Prouff           |
| 12    | 11 novembre  | Division 1      | 12          | Lyon OU       | E    | 5-3   | 4      | Mansat Rabstejnek Chipponi Prouff    |
| 13    | 18 novembre  | Division 1      | 13          | RC Paris      | E    | 0-3   | 8      |                                      |
| 14    | 2 décembre   | Division 1      | 14          | Saint-Étienne | D    | 2–3   | 10     | Raphy Chipponi                       |
| 15    | 9 décembre   | Division 1      | 15          | Sochaux       | E    | 2–0   | 9      | Chipponi                             |
| 16    | 23 décembre  | Division 1      | 16          | Roubaix       | D    | 1-1   | 7      | Rabstejnek                           |
| 17    | 30 décembre  | Division 1      | 17          | Marseille     | E    | 2-2   | 7      | Prouff                               |
| 18    | 6 janvier    | Coupe de France | 1/32 finale | Pathé Paris   | D    | 3-1   | 3-1    | Jordan Prouff                        |
| 19    | 13 janvier   | Division 1      | 18          | Rouen         | E    | 1–1   | 9      | Artigas                              |
| 20    | 20 janvier   | Division 1      | 19          | Strasbourg    | D    | 0–1   | 12     |                                      |
| 21    | 27 janvier   | Division 1      | 20          | Sète          | E    | 0–2   | 12     |                                      |
| 22    | 3 février    | Coupe de France | 1/16 finale | Le Vésinet    | N    | 1-2   | 1-2    | Artigas                              |
| 23    | 10 février   | Division 1      | 21          | Reims         | D    | 1-1   | 9      | Jordan                               |
| 24    | 17 février   | Division 1      | 22          | Red Star      | E    | 4–0   | 10     | Mansat Rabstejnek Combot             |
| 25    | 24 février   | Division 1      | 23          | Cannes        | D    | 0–2   | 12     |                                      |
| 26    | 10 mars      | Division 1      | 24          | Lille         | E    | 5-2   | 11     | Guérin Gouédard Combot Prévost (csc) |
| 27    | 24 mars      | Division 1      | 25          | Metz          | D    | 1-0   | 8      | Rabstejnek                           |
| 28    | 7 avril      | Division 1      | 26          | Le Havre      | E    | 0–0   | 8      |                                      |
| 29    | 14 avril     | Division 1      | 27          | Lens          | D    | 3-0   | 7      | Guérin                               |
| 30    | 22 avril     | Division 1      | 28          | Bordeaux      | E    | 1–4   | 8      | Prouff                               |
| 31    | 28 avril     | Division 1      | 29          | Lyon OU       | D    | 3-1   | 8      | Rabstejnek Combot                    |
| 32    | 8 mai        | Division 1      | 30          | RC Paris      | D    | 1–0   | 6      | Rabstejnek                           |
| 33    | 12 mai       | Division 1      | 31          | Saint-Étienne | E    | 2-4   | 7      | Guérin Combot                        |
| 34    | 19 mai       | Division 1      | 32          | Sochaux       | D    | 5–1   | 6      | Guérin Bordier                       |
| 35    | 26 mai       | Division 1      | 33          | Roubaix       | E    | 1–1   | 7      | Combot                               |
| 36    | 2 juin       | Division 1      | 34          | Marseille     | D    | 0–0   | 5      |                                      |

N : terrain neutre ; D : à domicile ; E : à l'extérieur ; drapeau : pays du lieu du match international

## Bilan des compétitions
| Compétition     | Vainqueur final | Débute au tour | Place ou tour final | Première rencontre | Dernière rencontre | Nombre |
| --------------- | --------------- | -------------- | ------------------- | ------------------ | ------------------ | ------ |
| Division 1      | Lille OSC       | 1re journée    | 5e                  | 26 août 1945       | 2 juin 1946        | 34     |
| Coupe de France | Lille OSC       | 1/32 de finale | 1/16 de finale      | 6 janvier 1945     | 3 février 1946     | 2      |

### Division 1

#### Classement
| Rang | Équipe               | Pts | J  | G  | N  | P  | Bp | Bc | Diff |
| ---- | -------------------- | --- | -- | -- | -- | -- | -- | -- | ---- |
| 2    | ns=Saint-Étienne     | 44  | 34 | 20 | 4  | 10 | 86 | 68 | +18  |
| 3    | ns=Roubaix-Tourcoing | 41  | 34 | 15 | 11 | 8  | 60 | 38 | +22  |
| 4    | Reims                | 40  | 34 | 15 | 10 | 9  | 68 | 48 | +20  |
| 5    | Rennes               | 37  | 34 | 13 | 11 | 10 | 57 | 52 | +5   |
| 6    | Lens                 | 36  | 34 | 14 | 8  | 12 | 72 | 57 | +15  |
| 7    | Rouen                | 36  | 34 | 14 | 8  | 12 | 53 | 47 | +6   |
| 8    | RC Paris             | 35  | 34 | 16 | 3  | 15 | 56 | 52 | +4   |

#### Résultats
| Total  | Total  | Total | Total | Total | Total | Total | Total | Domicile | Domicile | Domicile | Domicile | Domicile | Domicile | Extérieur | Extérieur | Extérieur | Extérieur | Extérieur | Extérieur |
| Matchs | Points | V     | N     | D     | BP    | BC    | Diff. | V        | N        | D        | BP       | BC       | Diff.    | V         | N         | D         | BP        | BC        | Diff.     |
| ------ | ------ | ----- | ----- | ----- | ----- | ----- | ----- | -------- | -------- | -------- | -------- | -------- | -------- | --------- | --------- | --------- | --------- | --------- | --------- |
| 34     | 37     | 13    | 11    | 10    | 57    | 52    | +5    | 8        | 4        | 5        | 28       | 20       | +8       | 5         | 7         | 5         | 29        | 32        | -3        |

#### Résultats par journée
| Journée   | 01 | 02 | 03 | 04 | 05 | 06 | 07 | 08 | 09 | 10 | 11 | 12 | 13 | 14 | 15 | 16 | 17 | 18 | 19 | 20 | 21 | 22 | 23 | 24 | 25 | 26 | 27 | 28 | 29 | 30 | 31 | 32 | 33 | 34 |
| --------- | -- | -- | -- | -- | -- | -- | -- | -- | -- | -- | -- | -- | -- | -- | -- | -- | -- | -- | -- | -- | -- | -- | -- | -- | -- | -- | -- | -- | -- | -- | -- | -- | -- | -- |
| Terrain   | D  | E  | D  | E  | D  | E  | D  | E  | D  | E  | D  | E  | E  | D  | E  | D  | E  | E  | D  | E  | D  | E  | D  | E  | D  | E  | D  | E  | D  | D  | E  | D  | E  | D  |
| Résultats | V  | N  | N  | D  | V  | N  | D  | V  | D  | N  | V  | V  | D  | D  | V  | N  | N  | N  | D  | D  | N  | V  | D  | V  | V  | N  | V  | D  | V  | V  | D  | V  | N  | N  |
| Points    | 2  | 3  | 4  | 4  | 6  | 7  | 7  | 9  | 9  | 10 | 12 | 14 | 14 | 14 | 16 | 17 | 18 | 19 | 19 | 19 | 20 | 22 | 22 | 24 | 26 | 27 | 29 | 29 | 31 | 33 | 33 | 35 | 36 | 37 |
| Place     | 6  | 5  | 5  | 11 | 6  | 6  | 12 | 8  | 12 | 12 | 7  | 4  | 8  | 10 | 9  | 7  | 7  | 9  | 12 | 12 | 9  | 10 | 12 | 11 | 8  | 8  | 7  | 8  | 8  | 6  | 7  | 6  | 7  | 5  |

Source : Liste des rencontres

Terrain : D = Domicile ; E = Extérieur. Résultat: D = Défaite ; N = Nul ; V = Victoire.